# Păsăreni
Păsăreni (in passato Bacicamădăraș, in ungherese Backamadaras) è un comune della Romania di 1763 abitanti, ubicato nel distretto di Mureș, nella regione storica della Transilvania. 
Il comune è formato dall'unione di 3 villaggi: Bolintineni, Gălățeni, Păsăreni.